# 최정규 (경제학자)
최정규는 대한민국의 경제학자다. 최정규는 새뮤얼 보울스와 함께 논문을 썼는데, 그 중 "The Coevolution of Parochial Altruism and War"는 2007년 10월 사이언스 318호에 게재됐는데, 대한민국의 경제학자 논문이 사이언스에 실린 것은 처음이었다. 저서로는 《이타적 인간의 출현》과 《게임이론과 진화다이내믹스》가 있다.